# Sida reitzii
Sida reitzii är en malvaväxtart som beskrevs av Antonio Krapovickas. Sida reitzii ingår i släktet sammetsmalvor, och familjen malvaväxter. Inga underarter finns listade i Catalogue of Life.